# Синусоида
Синусоида је график тригонометријске функције {\displaystyle \ y=\sin x} у правоуглом Декартовом систему координата.

## Друге дефиниције
- Графици функција облика {\displaystyle \ y=A\sin(\omega x+\phi )} такође се називају синусоидама које се добијају из претходне синусоиде једним померањем за -φ, деформације ω по оси х, и деформације А по оси у. При томе се број А назива амплитуда, ω - кружна фреквенција, φ - почетна фаза осциловања.
- График функције {\displaystyle \ y=\cos x} (косинусоида) је такође синусоида, паралелно померена по х оси за -π/2, јер је {\displaystyle \ \cos x=\sin(x+\pi /2).}

## Примери синусоида
- Синусоида се често среће у електротехници, механици и дугим областима физике при изучавању осцилаторних кретања. На пример, осцилације математичког клатна, осцилације струје и напона у електричној осцилаторној контури-колу итд., јесу синусоидалне осцилације, када се занемаре амортизације - пригушења.
- Пројекција спиралне линије на раван пресек кружног ваљка је синусоида чија је амплитуда једнака полупречнику базе (полупречник цилиндра) а периода једнака кораку спиралне линије.
- Један практичан модел. Узети свећу и омотати је неколико пута танком хартијом, а затим расећи под углом који није окомит на осу свеће. Руб размотане хартије даје модел синусоиде.